# After Five
After Five è un film muto del 1915 diretto da Oscar Apfel e Cecil B. DeMille. La sceneggiatura di William C. de Mille si basa sul suo omonimo lavoro teatrale scritto insieme al fratello Cecil, commedia che era andata in scena a Broadway il 29 ottobre 1913 al Fulton Theatre. La commedia fu lo spunto per un successivo film del 1925, The Night Club, diretto da Frank Urson e Paul Iribe.

## Trama
Ted Ewing affida a Sam Parker, un broker, una grossa somma da investire: si tratta di centomila dollari che, per metà, sono suoi mentre l'altra metà appartiene alla sua pupilla, Nora Hildreth. Parker, però, scompare e Ted non ha dubbi che sia scappato con i soldi. Innamorato di Nora, non sa come rimediare e, per restituirle il denaro, giunge a una soluzione estrema. Redige una polizza di assicurazione sulla vita di cinquantamila dollari di cui Nora è la beneficiaria. La polizza, però, non contempla il suicidio. Per poterle far incassare il premio, Ted crede di risolvere il problema trovando un killer pronto a ucciderlo su commissione. Dopo alcuni tentativi andati a vuoto, incarica Oki, il suo valletto, di contattare Schwartz, boss di un'organizzazione criminale. Benché terrorizzato, Ted si prepara a vivere i suoi ultimi momenti, senza sapere come e quando arriverà la morte. Arriva invece Parker che gli annuncia che la sua scomparsa ha mosso il mercato e che adesso il titolo su cui aveva investito è più che raddoppiato. Adesso Ted non ha più alcuna intenzione di morire e cerca di evitare quello che sembra inevitabile. Nel vespaio che ne nasce, Oki tenta di fare harakiri mentre Ted propone a Diddy, la zia di Nora, di sposarla purché lei gli fornisca subito il denaro che gli serve per pagare Schwartz. Il contratto con il malvivente viene annullato e Ted sposa l'amata Nora, mentre zia Diddy deve far buon viso a cattivo gioco.

## Produzione
Le riprese del film, prodotto dalla Jesse L. Lasky Feature Play Company, iniziarono alla fine di dicembre 1914.

## Distribuzione
Il copyright del film, richiesto dalla Jesse L. Lasky Feature Play Co., Inc., fu registrato il 25 gennaio 1915 con il numero LU4276.
Distribuito dalla Paramount Pictures e presentato da Jesse L. Lasky, il film uscì nelle sale cinematografiche statunitensi il 28 gennaio 1915.
Non si conoscono copie ancora esistenti della pellicola che viene considerata presumibilmente perduta.